# Белмонт (Калифорния)
Белмонт (англ. Belmont) — город в округе Сан-Матео в штате Калифорния США.

## Описание
Находится в западной Калифорнии, недалеко от Сан-Матео. Основанный в 1850 году как станция дилижансов, он был известен своей связью с Уильямом К. Ралстоном, магнатом Банка Калифорнии, который в 1866 году преобразовал виллу графа Леонетто Чиприани на склоне холма в богато украшенный, беспорядочный особняк; дом Ралстона теперь является главным зданием Университета Нотр-Дам-де-Намюр (основан в 1851 году в Сан-Хосе, переехал в 1923 году). Белмонт стал пунктом отправки цветов, и до начала 1940-х годов город был известен как центр хризантем страны, но это звание он утратил после того, как японо-американские цветоводы были выселены из этого района во время Второй мировой войны. Там было построено несколько санаториев, включая нейропсихиатрический центр, и во второй половине XX века сообщество разрослось как юго-восточный жилой пригород Сан-Франциско. Инкорпорирован в 1926 году. Население в  2000 году — 25 123;  в 2010 году — 25 835 жителей.

## Население
| 1980   | 2010    | 2020    |
| ------ | ------- | ------- |
| 24 505 | ↗25 835 | ↗28 335 |